# Wehrkreis III

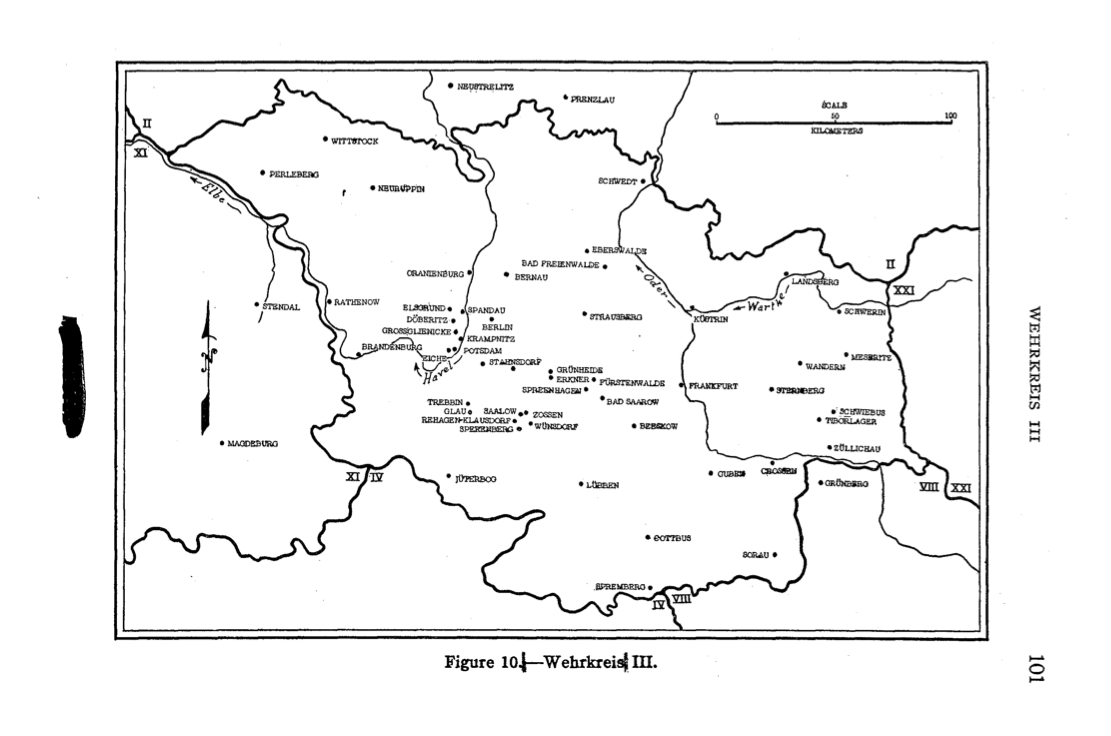
Carte de la 3e région militaire en 1944.

Le Wehrkreis III (WK III) était la 3e région militaire allemande qui contrôlait une partie du Neumark et le Brandebourg (Brandenburg) durant la période de la Reichswehr, puis de la Wehrmacht. 

## Divisions administratives
Le siège de la 3e région militaire était à Berlin. La région était divisée en trois zones d'affectation (Wehrersatzbezirk) : 
- Berlin
- Francfort-sur-le-Main
- Potsdam

## Gouverneurs (Befehlshaber)
Les gouverneurs de la 3e région militaire.
1. General der Kavallerie Franz Freiherr von Dalwigk zu Lichtenfels (1er septembre 1939 - 28 février 1943)
2. General der Infanterie Joachim Kortzfleisch (28 février 1943 - 24 janvier 1945)
3. General der Panzertruppen Bruno Ritter von Hauenschild (24 janvier 1945 - 15 mars 1945)
4. General der Pionere Walter Kuntze (15 mars 1945 - 8 May 1945)